# Aeroportul Internațional al comitatului Grant
Aeroportul Internațional al comitatului Grant (IATA: MWH, ICAO: KMWH, FAA LID: MWH) este un aeroport din Washington, Statele Unite ale Americii ce deservește zona Moses Lake⁠(d). Aeroportul a fost tranzitat în 2019 de 646 de pasageri.
Situat la o altitudine de 362 m, aeroportul dispune de 5 piste.

## Infrastructură

### Piste
Aeroportul dispune de 5 piste: 
- pista 04/22 din asfalt, cu dimensiunile 10.000 picioare × 100 picioare
- pista 09/27 din beton, cu dimensiunile 3.500 picioare × 90 picioare
- pista 14L/32R, cu dimensiunile 13.503 picioare × 200 picioare
- pista 14R/32L din beton, cu dimensiunile 2.936 picioare × 75 picioare
- pista 18/36 din asfalt, cu dimensiunile 3.327 picioare × 75 picioare